# Ottavio Festa
Ottavio Festa (* 1796 in Neapel; † 1854 in Bari) war ein italienischer Kapellmeister und Komponist.

## Leben und Wirken
Festa komponierte 600 geistliche Werke (Messen, Motetten, Hymnen, geistliche Gesänge, Antiphonen, Responsorien, eine Kantate, zwei Passionen, Instrumentalmusik und solfeggi). Er war Kapellmeister der Basilika San Nicola von Bari.

## Werke
- Messe, Credo und Litaneien fatto appositamente per la Signora Maestra e le signore dilettanti del Venerabile Monastero di S. Benedetto, Acquaviva nel 1852
- Vieni diletta sposa, Motette für drei Stimmen mit Libretto von Tommaso Ardilla fatto nel 1837 e dedicato alle signore dilettanti e Maestra del Monastero di S. Benedetto di Acquaviva
- Sepulto Domino, Responsorium
- Haec dies quam fecit Dominus, Motette
- Benedictus, Christus e Miserere a tre Voci con l’accompagnamento d’Organo
- Miserere
- Inno per la Maddonna del Soccorso